# Гронси
Гронси (пол. Grąsy) — село в Польщі, у гміні Добегнев Стшелецько-Дрезденецького повіту Любуського воєводства.
Населення — 170 осіб (2011).
У 1975-1998 роках село належало до Гожовського воєводства.

## Демографія
Демографічна структура станом на 31 березня 2011 року:
|          | Загалом | Допрацездатний вік | Працездатний вік | Постпрацездатний вік |
| -------- | ------- | ------------------ | ---------------- | -------------------- |
| Чоловіки | 89      | 22                 | 61               | 6                    |
| Жінки    | 81      | 17                 | 46               | 18                   |
| Разом    | 170     | 39                 | 107              | 24                   |